# EGOEGG
EGOEGG(에고 에구) 란, 「D4DJ」에 등장하는 유닛의 하나.

## 개요
미디어 믹스 프로젝트 「D4DJ」에 등장하는 유닛.
「그루믹 연구생」 이라는 명의로 2023년 4월부터 기획이 시작되고 있어, 「클럽에서 시작되는 프로젝트」 라는 캐치 카피가 특징.
2024년 3월 29일에 프리 데뷔하는 모양.

## 회원
- 간다 하레 CV: 요시다 사쿠라
- 타니마치 자우 CV: 아오이 미네
- 시오도메 라이카 CV : 우타가와 모모카
- 이치노바시 미운 CV: 오시바 미바

## 여담
- 성씨의 유래는 「도쿄도내의 고속 정션」 이라는 설이 유력하다. 다른 유닛과 마찬가지로 「연결하는 것」 에 기인하고 있을 가능성이 높다.
- 또한 아래의 이름은 날씨가 유래되어 있다( 하레 (맑음), 자우 , 라이카 (번개), 미운 ).
- 같은 작품의 다른 프로젝트에서 시작하는 유닛은 BanG_Dream!의 MyGO!!!!! 와 Ave_Mujica를 연상시킨다. 그러나 전자 두 가지처럼 EGOEGG가 그루믹 본편에 관여해 오는지는 불명.